# Mikhail Meyreles Pérez
Mikhail Meyreles Pérez (Santo Domingo, República Dominicana, 26 de octubre de 1990) es un exfutbolista dominicano, que fue internacional absoluto con su país en las eliminatorias mundialistas rumbo a Brasil 2014. Se retira prematuramente del fútbol debido a una grave lesión que sufrió, su último club como profesional fue en la primera división del fútbol de Rumanía con el ACF Gloria 1922 Bistriţa en el año 2009, Mikhail era Apodado en Rumanía el  Mini Mutu  por su parecido físico y forma de juego al gran futbolista Rumano Adrian Mutu. 

## Trayectoria
- IMG Soccer Academy  2007-2009

- ACF Gloria 1922 Bistriţa  2009-2012